# Посольство України в Малайзії
Посольство України в Малайзії — дипломатична місія України в Малайзії, розміщена в місті Куала-Лумпур.

## Завдання посольства
Основне завдання Посольства України в Куала-Лумпурі — представляти інтереси України, сприяти розвиткові політичних, економічних, культурних, наукових та інших зв'язків, а також захищати права та інтереси громадян і юридичних осіб України, які перебувають на території Малайзії та Демократичної Республіки Тимор-Лешті.
Посольство сприяє розвиткові міждержавних відносин між Україною і Малайзією на всіх рівнях, з метою забезпечення гармонійного розвитку взаємних відносин, а також співробітництва з питань, що становлять взаємний інтерес.

## Історія дипломатичних відносин
Малайзія визнали незалежність України 3 січня 1992 року. 3 березня 1992 року було встановлено дипломатичні відносини між Україною та Малайзією. Посольство України у Малайзії було відкрите у серпні 2002 року.

## Керівники дипломатичної місії
1. Литвин Ігор Антонович (1998—1999)
2. Білодід Ростислав Митрофанович (2000—2003)
3. Шевченко Олександр Дмитрович (2004—2009)
4. Лоссовський Ігор Євгенович (2009—2010)
5. Гуменний Ігор Володимирович (2010—2016)
6. Нечитайло Олександр Вячеславович (2016[2]—2022[3])
7. Михайлюк Денис Юрійович (червень 2022—2025) т.п.[4]
8. Надоленко Геннадій Олексійович (з 2025)[5]